# Roland Winters
Roland Winters, pseudonimo di Roland Winternitz (Boston, 22 novembre 1904 – Englewood, 22 ottobre 1989), è stato un attore statunitense.

## Biografia
Figlio del violinista e compositore Felix Winternitz, insegnante al New England Conservatory di Boston, Roland Winters iniziò la carriera nei primi anni venti come attore in compagnie di giro. Trovando difficoltà a interpretare ruoli da protagonista, si specializzò come interprete caratterista. Negli anni trenta lavorò alla radio a Boston e nel 1938 si spostò a Ney York per recitare nella sit com radiofonica The Aldrich Family.
Winters arrivò al cinema nei primi anni quaranta, e aveva 44 anni quando la Monogram Pictures lo scelse come sostituto di Sidney Toler nella serie di film sul detective orientale Charlie Chan, nato dalla penna di Earl Derr Biggers. Il primo film in cui Winters interpretò il serafico detective fu The Chinese Ring (1947), ed egli riprese il ruolo in altre sei pellicole, terminando con  Il Drago volante (1949). Gli altri suoi film della serie furono Docks of New Orleans (1948), Shanghai Chest (1948), The Golden Eye (1948) e Charlie Chan e il serpente piumato (1948). Durante il suo impegno nella serie, Winters interpretò ruoli di rilievo in altri tre film, L'urlo della città (1948), Richiamo d'ottobre (1948) e La volpe rossa (1948).
Winters è l'interprete forse meno apprezzato dai fan di Charlie Chan rispetto ai suoi due predecessori Warner Oland e Sidney Toler, ed è anche l'attore che ha interpretato meno film sul detective in confronto a Oland e Toler, entrando nella serie quando questa era già in fase di declino. Malgrado ciò, l'attore si avvicinò al personaggio con un approccio particolare e portò nella serie un contributo di novità e di ironia, pur sembrando troppo giovane per assomigliare a un cinese saggio ed esperto.
Terminata la serie, Winters continuò a lavorare nel cinema e in televisione fino al 1982. Apparve in due film accanto a Elvis Presley, prima nel ruolo di suo padre in Blue Hawaii (1961), poi in quello di un giudice in Lo sceriffo scalzo (1962). Morì nel 1989 per le conseguenze di un ictus.

## Filmografia parziale

### Cinema
- The Chinese Ring, regia di William Beaudine (1947)
- Docks of New Orleans, regia di Derwin Abrahams (1948)
- The Shanghai Chest, regia di William Beaudine (1948)
- The Golden Eye, regia di William Beaudine (1948)
- L'urlo della città (Cry of the City), regia di Robert Siodmak (1948)
- Richiamo d'ottobre (The Return of October), regia di Joseph H. Lewis (1948)
- La volpe rossa (Kidnapped), regia di William Beaudine (1948)
- Charlie Chan e il serpente piumato (The Feathered Serpent), regia di William Beaudine (1948)
- Il drago volante (The Sky Dragon), regia di Lesley Selander (1949)
- Gianni e Pinotto e l'assassino misterioso (Abbott and Costello Meet the Killer, Boris Karloff), regia di Charles Barton (1949)
- Gli ultimi giorni di uno scapolo (Once More, My Darling), regia di Robert Montgomery (1949)
- Malesia (Malaya), regia di Richard Thorpe (1949)
- A Dangerous Profession, regia di Ted Tetzlaff (1949)
- Colpevole di tradimento (Guilty of Treason), regia di Felix E. Feist (1950)
- La spia del lago (Captain Carey, U.S.A.), regia di Mitchell Leisen (1950)
- Delitto in prima pagina (The Underworld Story), regia di Cy Endfield (1950)
- Condannato! (Convicted), regia di Henry Levin (1950)
- Tra mezzanotte e l'alba (Between Midnight and Dawn), regia di Gordon Douglas (1950)
- Indianapolis (To Please a Lady), regia di Clarence Brown (1950)
- The West Point Story, regia di Roy Del Ruth (1950)
- Mani insanguinate (Sierra Passage), regia di Frank McDonald (1950)
- Tutto per tutto (Inside Straight), regia di Gerald Mayer (1951)
- Il passo dell'avvoltoio (Raton Pass), regia di Edwin L. Marin (1951)
- Il collegio si diverte (She's Working Her Way Through College), regia di H. Bruce Humberstone (1952)
- Solo per te ho vissuto (So Big), regia di Robert Wise (1953)
- Dietro lo specchio (Bigger than Life), regia di Nicholas Ray (1956)
- Sì, signor generale (Top Secret Affair), regia di H.C. Potter (1957)
- Il pilota razzo e la bella siberiana (Jet Pilot), regia di Josef von Sternberg (1957)
- Gangster, amore e... una Ferrari (Never Steal Anything Small), regia di Charles Lederer (1959)
- Blue Hawaii, regia di Norman Taurog (1961)
- Lo sceriffo scalzo (Follow That Dream), regia di Gordon Douglas (1962)
- Loving - Gioco crudele (Loving), regia di Irvin Kershner (1970)

### Televisione
- Lux Video Theatre – serie TV, 7 episodi (1951-1956)
- The Kaiser Aluminum Hour – serie TV, episodi 1x06-1x15 (1956-1957)
- The 20th Century-Fox Hour – serie TV, episodio 2x12 (1957)
- L'ora di Hitchcock (The Alfred Hitchcock Hour) – serie TV, episodio 1x05 (1962)
- Sotto accusa (Arrest and Trial) – serie TV, episodio 1x15 (1964)
- The Smothers Brothers Show – serie TV, 20 episodi (1965-1966)
- The Red Skelton Show – programma TV, 8 episodi (1956-1969)
- La fattoria dei giorni felici (Green Acres) – serie TV, 5 episodi (1965-1969)

## Doppiatori italiani
- Giorgio Capecchi in Gianni e Pinotto e l'assassino misterioso, Blue Hawaii
- Luigi Pavese in Indianapolis
- Mario Besesti in Dietro lo specchio